# Strzelectwo na Olimpiadzie Letniej 1906 – pistolet dowolny, 50 m
Strzelanie z pistoletu dowolnego z 50 metrów było jedną z konkurencji strzeleckich rozgrywanych podczas Olimpiady Letniej 1906 w Atenach. Zawody odbyły się 23 kwietnia na strzelnicy w Kallithei, miejscowości położonej niedaleko Aten.
Startowało 30 strzelców z ośmiu krajów. Zawodnicy mogli oddać 30 strzałów, za każdy z nich można było zdobyć 10 punktów. Maksymalna liczba punktów do zdobycia – 300.

## Wyniki
| Miejsce | Zawodnik                    | Trafienia w tarczę | Wynik |
| ------- | --------------------------- | ------------------ | ----- |
| 1       | Jeorjos Orfanidis           | 30                 | 221   |
| 2       | Jean Fouconnier             | 30                 | 219   |
| 3       | Aristidis Rangawis          | 30                 | 218   |
| 4       | Konrad Stäheli              | 30                 | 206   |
| 5       | Konstandinos Skarlatos      | 30                 | 206   |
| 6       | Maurice Lecoq               | 30                 | 205   |
| 7       | Ludwig Ternajgo             | 30                 | 199   |
| 8       | Cesare Liverziani           | 29                 | 199   |
| 9       | Raoul de Boigne             | 30                 | 198   |
| 10      | Hübner von Holst            | 30                 | 196   |
| 11      | Aleksandros Teofilakis      | 29                 | 196   |
| 12      | Frangiskos Mawromatis       | 30                 | 195   |
| 13      | Louis Richardet             | 29                 | 194   |
| 14      | Maurice Faure               | 30                 | 192   |
| 15      | Marcel Meyer de Stadelhofen | 28                 | 191   |
| 16      | Hermann Martin              | 30                 | 185   |
| 17      | Caspar Widmer               | 30                 | 185   |
| 18      | Eric Carlberg               | 29                 | 185   |
| 19      | Léon Moreaux                | 30                 | 184   |
| 20      | Joanis Papapanajotu         | 29                 | 180   |
| 21      | Anastasios Metaksas         | 27                 | 180   |
| 22      | Vilhelm Carlberg            | 30                 | 179   |
| 23      | Sidney Merlin               | 29                 | 177   |
| 24      | Heinrich Hintermann         | 29                 | 169   |
| 25      | Jean Reich                  | 27                 | 163   |
| 26      | Mattias Triandafilidis      | 25                 | 160   |
| 27      | Aristidis Kronis            | 28                 | 156   |
| 28      | Sándor Török de Szendrő     | 28                 | 153   |
| 29      | Gerald Merlin               | 28                 | 151   |
| 30      | Jeorjos Zisimos             | 15                 | 83    |